# Geoffrey Hall-Say
Geoffrey Norman Ernest "George" Hall-Say (Cookham, Inglaterra, 27 de abril de 1864 – 21 de janeiro de 1940) foi um patinador artístico britânico. Ele foi medalhista de bronze olímpico em 1908.

## Principais resultados

### Figuras especiais masculino
| Jogos Olímpicos | Medalha de bronze |